# 大分プロ育成野球専門学院BEZEL
大分プロ育成野球専門学院（おおいたプロいくせいやきゅうせんもんがくいん）は、株式会社BEZEL（大阪市）が運営する、BEZELスポーツアカデミーのアスリートコースの野球部である。
全国でパーソナルジムを運営し、スポーツや健康に特化した企業であり、特にアスリートやパラアスリートなどの支援も数多くおこなっている。株式会社BEZEL（本社大阪市）が、本気でプロ野球選手を目指せる環境を提供したいと、別府市で2021年4月に開校した。

## 沿革
- 2021年4月1日 -『大分プロ育成専門学院』として大分県別府市でスタートする
- 2021年9月1日 - 施設名を『BEZEL sports academyプロ育成専門学院』に変更する
- 2022年4月1日 - 施設名を『BEZEL sports academy』に変更する
- 2022年4月1日 - 川口容資監督就任
- 2022年4月1日-大田原隆太コーチ就任
- 2022年4月1日-大山暁史コーチ就任